# No es para tanto - Cortometraje
No es para tanto es un cortometraje español de drama familiar donde el tema principal es la negación estrenado en 2021. Se trata de la tercera obra del director Alberto Kampmann, el cual vuelve a escribir, dirigir y montar el proyecto, ya como sello de identidad en su carrera.  El corto tiene un plano secuencia de 8 minutos grabados desde un punto de vista subjetivo sin cortes que otorgó el reconocimiento del sector al proyecto por su complejidad técnica.
No es para tanto, disponible en Prime Video, protagonizada por Luisfer Alvés, Joaquín Notario, Santi Crespo, Cristina Alcázar y Concha Delgado, cuenta la historia de dos hermanos que al no superar una tragedia familiar del pasado, dejan de luchar juntos por su futuro.

## Argumento
Los hermanos Ángel, Pepón y Eli sufren un accidente de tráfico el día de la boda entre Ángel y Claudia. 
Años más tarde, Ángel arranca un nuevo día en un piso desastroso cuando le visita por sorpresa Pepón, el cual tiene una noticia que darle; no le pueden pagar más la pensión subsidiaria de la que se encargaba la familia.
Sin embargo, Ángel no está dispuesto a escuchar, su atención está dividida entre la realidad y sus remordimientos; que le acosan desde la televisión encendida en segundo plano, donde un presentador malévolo acosa y tortura a Ángel hasta el borde de su locura.

## Personajes
Ángel, interpretado por Luisfer Alvés.
Pepón, interpretado por Joaquín Notario.
Presentador, interpretado por Santi Crespo.
Claudia, interpretado por Cristina Alcázar.
Eli, interpretado por Concha Delgado.

## Producción
El guion de la obra fue el proyecto final de Máster del director Alberto Kampmann. La producción comenzó en febrero de 2020 y contaba originalmente con Juan Echanove como protagonista sin embargo tuvo que abandonar el proyecto tras complicaciones en su agenda derivadas de la pandemia de Covid-19.

### -Rodaje
El proyecto presenta el reto de invitar al espectador a compartir el punto de vista del protagonista literalmente. Por ello, desde el Dpto. de Fotografía, Edu Mato diseñó y construyó un "casco-cam" capaz de sostener una cámara profesional de cine, sus baterías, lente, antena y contrapesos.
Por otra parte, durante el plano secuencia subjetivo a menudo el encuadre es hacia un espejo para mirar el reflejo del personaje que el espectador encarna. Para conseguir el mejor resultado posible, los dptos. de Arte y VFX diseñaron un set de rodaje que pudiera ser modificado in situ durante el rodaje. El espejo del baño hace de eje simétrico entre dos baños, uno diegético donde se mueve el cámara que hace de protagonista, y otro réplica extradiegético, donde el actor copiaba los movimientos del cámara para lograr la sensación de reflejo en el espejo. 
La influencer Agata del Barco repite como responsable de maquillaje y peluquería del proyecto, la cual es compañera recurrente del director y pareja del mismo.

### -Banda Sonora
Luis López Pinto, compositor recurrente con el director Alberto Kampmann, compuso la Banda Sonora Oficial del cortometraje y en 2022 se lanzó un making of donde se muestra su proceso creativo.